# Władysław Suski
Władysław Suski (ur. 1886, data śmierci nieznana) – polski podporucznik marynarki, dowódca statku uzbrojonego "Różycki".
W 1919 roku poddał swój statek jednostce flagowej niemieckiej Wiślanej Flotylli Strażniczej "Möwe" i dostał się do niewoli. Został zwolniony po 9 dniach. 8 marca 1920 roku został oddany pod sąd za stratę statku i rok później na mocy dekretu Prezydenta Rzeczypospolitej skreślony z listy oficerów Wojska Polskiego. Wyjechał do Rumunii, gdzie był kapitanem żeglugi na dolnym Dunaju.